# Albert Sidney Johnston
Albert Sidney Johnston (Washington, 2 febbraio 1803 – Pittsburg Landing, 6 aprile 1862) è stato un generale statunitense, Brigadiere generale nell'US Army, fu generale dell'esercito degli Stati Confederati durante la guerra di secessione. Considerato da Jefferson Davis il più abile generale della Confederazione, fu ucciso all'inizio della guerra nella battaglia di Shiloh.

## Gioventù
Johnston nacque a Washington (Kentucky), figlio più giovane del dottor John e di Abigail Harris Johnston. Suo padre era originario di Salisbury (Connecticut)). Sebbene Albert Johnston fosse nato in Kentucky, pur tuttavia visse gran parte della vita in Texas, che egli considerava come sua patria. Studiò alla Transylvania University di Lexington e più tardi si assicurò l'ingresso nell'Accademia Militare di West Point. Nel 1826 ricevette il diploma, ottavo nella sua classe, dall'Accademia e il brevetto da sottotenente nel 2º Fanteria. Fu assegnato a New York e in Missouri, servendo nella guerra di Black Hawk nel 1832, come capo dello staff del Gen. Henry Atlinson. Nel 1829 si sposò con Henrietta Preston. Si dimise nel 1834 per tornare in Kentucky e occuparsi della moglie moribonda. Ebbero un solo figlio, William Preston Johnston.

## Esercito del Texas
Nell'aprile del 1834, Johnston si occupò della sua fattoria in Texas, ma si arruolò come soldato semplice nelle liste dell'Esercito del Texas durante la Guerra d'indipendenza del Texas contro la repubblica del Messico nel 1836. Un mese più tardi, Johnston fu promosso maggiore e divenne aiutante di campo del Generale Sam Houston. Fu nominato aiutante generale equivalente a colonnello nell'Esercito della Repubblica del Texas il 5 agosto 1836. Il 31 gennaio 1837 divenne brigadier generale anziano effettivo dell'Esercito del Texas.
Il 7 febbraio 1837 combatté a duello col brigadiere generale del Texas Felix Huston, entrambi candidati per il comando dell'Esercito del Texas; Johnston rifiutò di sparare a Huston e perse la sua posizione dopo essere stato ferito al bacino. Il secondo Presidente della Repubblica del Texas, Mirabeau B. Lamar, lo nominò Ministro della Guerra il 22 dicembre 1838. Johnston si occupò della difesa dei confini del Texas per fronteggiare l'invasione messicana e nel 1839 condusse una Campagna contro i nativi americani nel Texas settentrionale. Nel febbraio 1840 rassegnò le dimissioni e tornò in Kentucky, dove sposò Eliza Griffin nel 1843. Andarono a risiedere in una vasta piantagione che chiamò China Grove nella Contea di Brazoria (Texas).

## Esercito degli Stati Uniti
Johnston tornò nell'Esercito del Texas durante la guerra messico-statunitense sotto il generale Zachary Taylor col grado di colonnello del 1º Fucilieri Volontari del Texas. L'arruolamento dei suoi volontari proseguì fino a prima della battaglia di Monterrey. Johnston operò per convincere i pochi volontari a raffermarsi e a combattere allo stesso modo per cui egli stesso seguitò a servire come ispettore generale dei volontari e prese parte allo scontro di Monterrey e di Buena Vista. Johnston rimase nella sua piantagione dopo la guerra fin quando non fu nominato dal Presidente degli Stati Uniti Zachary Taylor maggiore dell'Esercito degli Stati Uniti e fu fatto ufficiale pagatore degli Stati Uniti nel dicembre del 1849. Servì in questo ruolo per più di cinque anni, effettuando sei giri di lavoro e viaggiando per più di 4.000 miglia annue sulla frontiera indiana del Texas. Servì sulla frontiera del Texas e altrove nel West. Nel 1855 il Presidente Franklin Pierce lo nominò colonnello del 2° (ora 5°) Cavalleria, un nuovo reggimento che egli organizzò. Come figura-chiave della Guerra dello Utah, guidò truppe dell'esercito degli Stati Uniti che istituirono di stabilire un governo non-mormone nel territorio precedentemente era stato mormone. Ottenne un brevetto da brigadier generale nel 1857 per il suo servizio in Utah. Rimase in Kentucky fino al 2 dicembre 1860, quando s'imbarcò alla volta della California per assumere il comando del Dipartimento Militare del Pacifico.

## Guerra di secessione
Allo scoppio della guerra di secessione, Johnston comandava il Dipartimento Militare del Pacifico dell'esercito degli Stati Uniti in California quando fu avvicinato da alcuni Californiani che lo esortarono a portare le sue forze a Est per raggiungere le forze dell'Unione che fronteggiavano la Confederazione. Si dimise dalle sue funzioni il 9 aprile 1861 non appena seppe della secessione del Texas. Rimase in California fino a giugno. Dopo una rapida marcia attraverso i deserti dell'Arizona e del Texas raggiunse Richmond (Virginia) intorno al 1º settembre 1861. Lì fu nominato generale dal suo amico Jefferson Davis. Il 30 maggio 1861 Johnston aveva il secondo grado più alto fra i Generali confederati (dopo il meno noto Samuel Cooper), come comandante del Dipartimento Militare Occidentale. Addestrò l'Armata del Mississippi perché difendesse le linee confederate dal fiume Mississippi al Kentucky e ai monti Allegheny.
Malgrado l'esercito confederato ottenesse una vittoria in grado di dare morale nella prima Bull Run a Est, nel 1861, i problemi nel West presto si rivelarono gravi ai primi del 1862. I generali subordinati di Johnston persero Fort Henry il 6 febbraio 1862 e Fort Donelson il 16 febbraio 1862, ad opera del brigadier generale unionista Ulysses S. Grant. Johnston aveva errato nel suo giudizio che lo aveva portato alla scelta dei generali Tilghman e Floyd perché tenessero quelle posizioni tanto cruciali e per non aver operato ispezioni per verificare se le fortificazioni avessero difese adeguate. Tra l'altro il maggior generale unionista Don Carlos Buell catturò la vitale cittadina di Nashville (Tennessee). Il generale Pierre Gustave Toutant Beauregard fu inviato a Ovest per unirsi a Johnston ed essi organizzarono le loro forze a Corinth (Mississippi), pianificando di tendere un'imboscata alle forze di Grant a Pittsburg Landing (Tennessee).

## Shiloh
Johnston concentrò la maggior parte delle sue forze intorno al teatro d'operazioni e lanciò un massiccio attacco di sorpresa contro Grant nella battaglia di Shiloh il 6 aprile 1862. Le forze confederate superavano quelle unioniste e Johnston sembrava essere ovunque, guidando di persona le operazioni, radunando le truppe su e giù per le linee. Alle 14,30 circa, mentre assolveva a uno di questi compiti, fu ferito, colpito da un proiettile dietro al ginocchio destro. Non pensò che la ferita fosse seria al momento e attese l'arrivo del suo medico occupandosi invece di alcuni soldati unionisti feriti. Il proiettile di fatto aveva però reciso l'arteria femorale e il suo stivale era pieno di sangue. Entro pochi minuti Johnston fu visto dal suo staff prossimo allo svenimento sul suo cavallo e gli fu chiesto se fosse ferito. Al che egli rispose: «Sì, e temo seriamente». È possibile che il duello di Johnston nel 1837 gli avesse leso il nervo o che l'intorpidimento della gamba non gli avesse fatto sentire di conseguenza la ferita. Johnston fu adagiato in un burrone dove la morte lo colse in pochi minuti.
Ironicamente, è probabile che un soldato confederato avesse sparato il colpo mortale. Nessun soldato unionista fu visto alle spalle di Johnston durante la fatale azione, mentre è noto che molti sudisti sparavano contro le linee nordiste nel momento in cui Johnston portava avanti con efficacia i suoi uomini all'attacco. Fu il caduto di grado più alto nella guerra e la sua morte fu un duro colpo per il morale della Confederazione. Jefferson Davis lo considerava il miglior generale del Paese; questo avvenne due mesi prima che il generale Robert E. Lee si dimostrasse quel superbo generale che fu.

## Epitaffio
Johnston fu sepolto a New Orleans (Louisiana). Nel 1866 una risoluzione congiunta del Parlamento del Texas decretò che il suo corpo fosse traslato nel Cimitero di Stato del Texas, ad Austin (la riesumazione avvenne nel 1867). Quattro decenni dopo lo Stato incaricò Elisbet Ney di erigergli un monumento a una statua sul suo luogo di sepoltura.
La Commissione Storica del Texas fece erigere una lapide all'ingresso di quella che era stata la sua piantagione. Una lapide nei pressi fu eretta dal Capitolo di San Jacinto delle "Figlie della Repubblica del Texas" e dal Capitolo di Lee, Roberts e Davis delle "Figlie Unite degli Stati Confederati d'America".